# Olivier Roy
Olivier Roy (La Rochelle, 30 de agosto de 1949) es un académico francés especializado en estudios islámicos. Ha impartido clases en el Instituto de Estudios Políticos de París y en la Escuela de Estudios Superiores en Ciencias Sociales. En la actualidad es director de investigación en el Centro Nacional francés de Investigaciones Científicas y profesor del Instituto Europeo Universitario de Florencia. Es especialmente conocido por sus publicaciones sobre el islam político y las relaciones de las sociedades musulmanas con Occidente. 

## Biografía
Estudió Filosofía y Lenguas Orientales de 1968 a 1972. Realizó un máster sobre idioma y civilización persa (1972) y la "Agregación de Filosofía" en el mismo año. Trabajó como profesor de secundaria en 1973 a 1981. De 1984 a 2009 fue consultor para asuntos diplomáticos del Ministerio de Asuntos Exteriores francés.
En 1985 se incorporó como investigador al Centro Nacional francés de Investigaciones Científicas (CNRS).
En 1988 fue consultor en la Oficina del Coordinador de la ONU para Afganistán y en fue Enviado Especial de la OSCE en Tayikistán (agosto-diciembre de 1993) y encabezó la misión de OSCE en este país de febrero a octubre de 1994.  Dos años después, en 1996, se doctoró en ciencias políticas por el Instituto de Ciencias Políticas de París y pasó a ser director de investigación en el CNRS y director de estudios en la Escuela de Estudios Superiores en Ciencias Sociales (EHESS), en el equipo "Dominio turco".
Desde septiembre de 2009, es profesor en el Instituto Universitario Europeo de Florencia (Italia), donde dirige el Programa Mediterráneo y ha dirigido desde 2011 el proyecto financiado por el  ERC "ReligioWest". También es investigador asociado del Centro de Estudios e Investigaciones Internacionales (CERI). 
Sus trabajos e investigación se centran en Islam político, Oriente Medio, Islam en Occidente y religiones comparadas.

## Pensamiento
Roy considera que los jóvenes terroristas actuales no son "productos" del islam sino que están motivados por una radicalidad revolucionaria que les acerca a los grupos terroristas europeos, Action directe en Francia (1979-1987) o Brigadas Rojas italianas, responsables de numerosos atentados en Europa.
Son jóvenes "nihilistas" -considera- y no utópicos. No están conectados con la comunidad musulmana donde viven y no han pasado por el salafismo. Roy habla de la estética y la crueldad de la muerte que utiliza el Estado Islámico.

## Publicaciones
- Leibniz et la Chine, Vrin, 1972.
- Afghanistan, Islam et modernité politique, Seuil, 1985.
- The Failure of Political Islam, versión en francés en 1992.
- The New Central Asia.
- Généalogie de l'islamisme, París, Hachette, 1995.
- Iran : comment sortir d'une révolution religieuse? (con Farhad Khosrokhavar), Seuil, 1999.
- La nueva Asia central, o la fabricación de naciones, Sequitur, Madrid, 1998
- Les illusions du 11 septembre, París, Seuil, 2002.
- L’Islam mondialisé, Seuil  2002
- La Turquie aujourd’hui, un pays européen? (dir.), Universalis, 2004.
- Islamist Networks: The Afghan-Pakistan Connection (con Mariam Abou Zahab) Columbia, 2004.
- Globalized Islam: The Search for a New Ummah, Columbia, 2004.
- Secularism Confronts Islam, Columbia, 2007.
- Le temps de la religion sans culture Seuil, 2008
- En quête de l’Orient perdu, Seuil, 2014
- Le djihad et la mort, Seuil, 2016
- Et tout ça devrait faire d'excellents Français (Dialogue sur les quartiers avec Naïma M'Faddel), Seuil, 2017
- Tribes and Global Jihadism, Oxford University Press, 2017
- L'Europe est-elle chrétienne ?, Seuil, 2019
- L'Aplatissement du monde. La crise de la culture et l'empire des normes, Seuil, 2022
- Frontière, (novela), Le Cerf, 2024

### En español
- El Islam en Europa: ¿una religión más o una cultura diferente? (enlace roto disponible en Internet Archive; véase el historial, la primera versión y la última).. 2006